# Catharina Peeters
Catharina Peeters (* 16. August 1615 in Antwerpen; † nach 1676) war eine flämische Marine- und Stilllebenmalerin.

## Leben

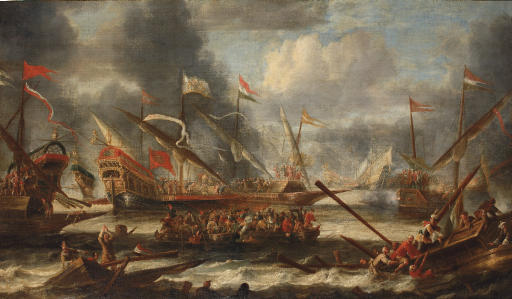
Seegefecht, 1652

Catharina Peeters wurde am 16. August 1615 in Antwerpen geboren. Sie war die Tochter von Cornelis Peeters, Meister der Antwerpener Lukasgilde 1607 bis 1608. Sie arbeitete mit ihren Brüdern Bonaventura Peeters (1614–1652) und Gillis Peeters (1612–1653), zusammen, auch ihr Bruder Jan Peeters (1624–1677) war Maler. Catharina Peters wurde von ihren älteren Brüdern Gillis und Bonaventura als Malerin ausgebildet.
Nach dem Tod von Bonaventura Peeters führte Catharina mit ihrem Bruder das Atelier weiter. Ein Gemälde von ihr aus dem Jahr 1669 zeigt ein Schiff mit einer Takelage, wie sie erst nach dem Tod von Bonaventura eingeführt wurde in aufgewühlter See, mit einem Wal, der eine Fontäne bläst.